# District central (Saint-Pétersbourg)
Le district central  (en russe tsentralny raïon , de l'adjectif tsentralny qui signifie central et du nom commun raïon qui signifie district) est l'un des dix-huit raïons administratifs de Saint-Pétersbourg.